# Camden County (Georgia)
Camden County is een county in de Amerikaanse staat Georgia.
De county heeft een landoppervlakte van 1.631 km² en telt 50.513 inwoners (volkstelling 2010). De hoofdplaats is Woodbine.

## Foto

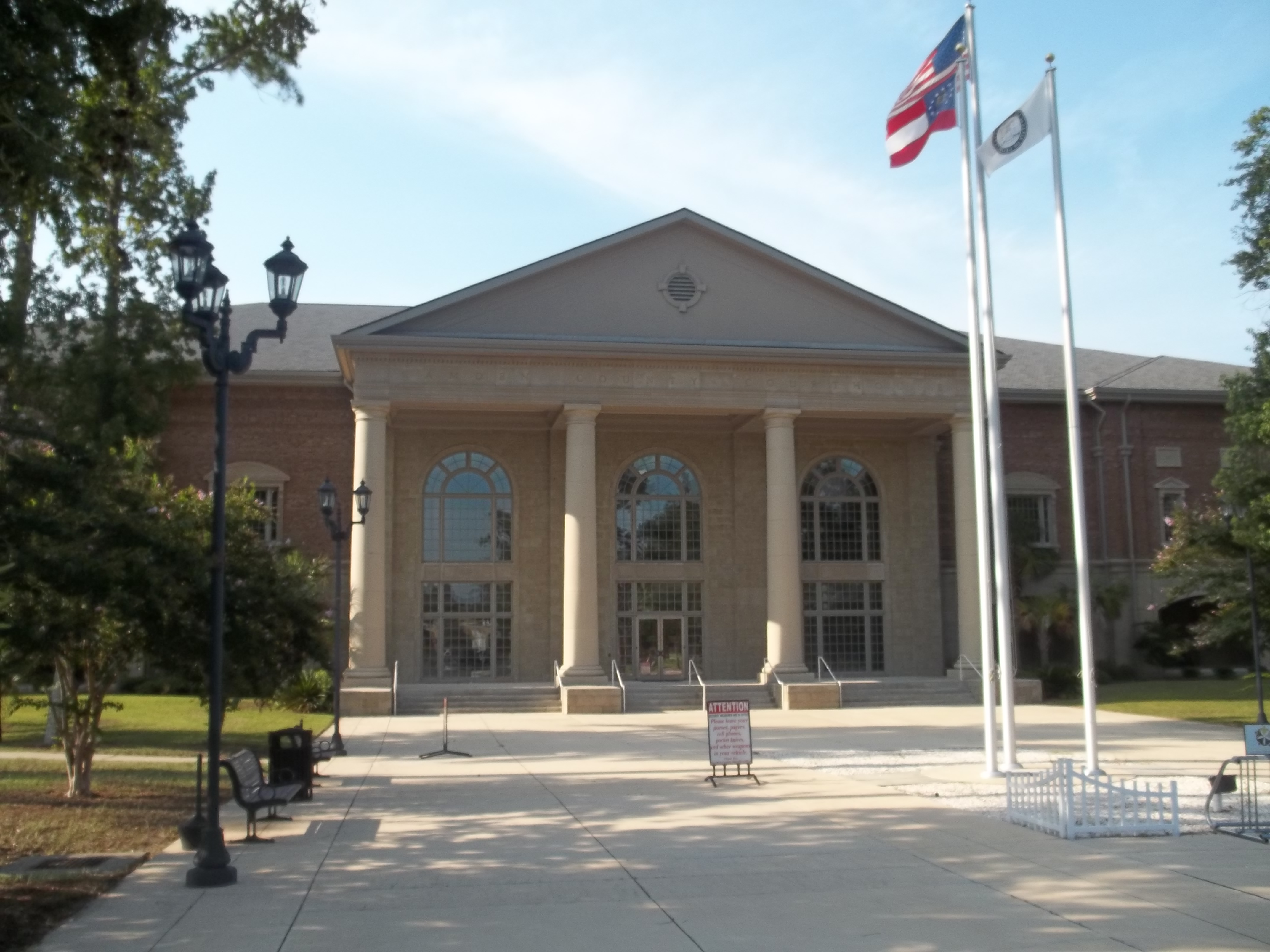
Rechtbank